# Farolas de la plaza Real (Barcelona)
Las farolas que se encuentran en la plaza Real de Barcelona fueron realizadas por el arquitecto modernista Antoni Gaudí en 1879. Mediante un encargo del Ayuntamiento de Barcelona, Gaudí proyectó dos modelos de farolas de tres y seis brazos, con el objetivo inicial de ser instaladas en diversas vías públicas de la ciudad. Finalmente solo se instalaron dos en la plaza Real, de seis brazos. Diez años más tarde se instalaron cuatro de tres brazos en el Pla de Palau, de las que actualmente se conservan dos.
Esta obra está inscrita como Bien Cultural de Interés Local (BCIL) en el Inventario del Patrimonio Cultural catalán con el código 08019/587.

## Historia

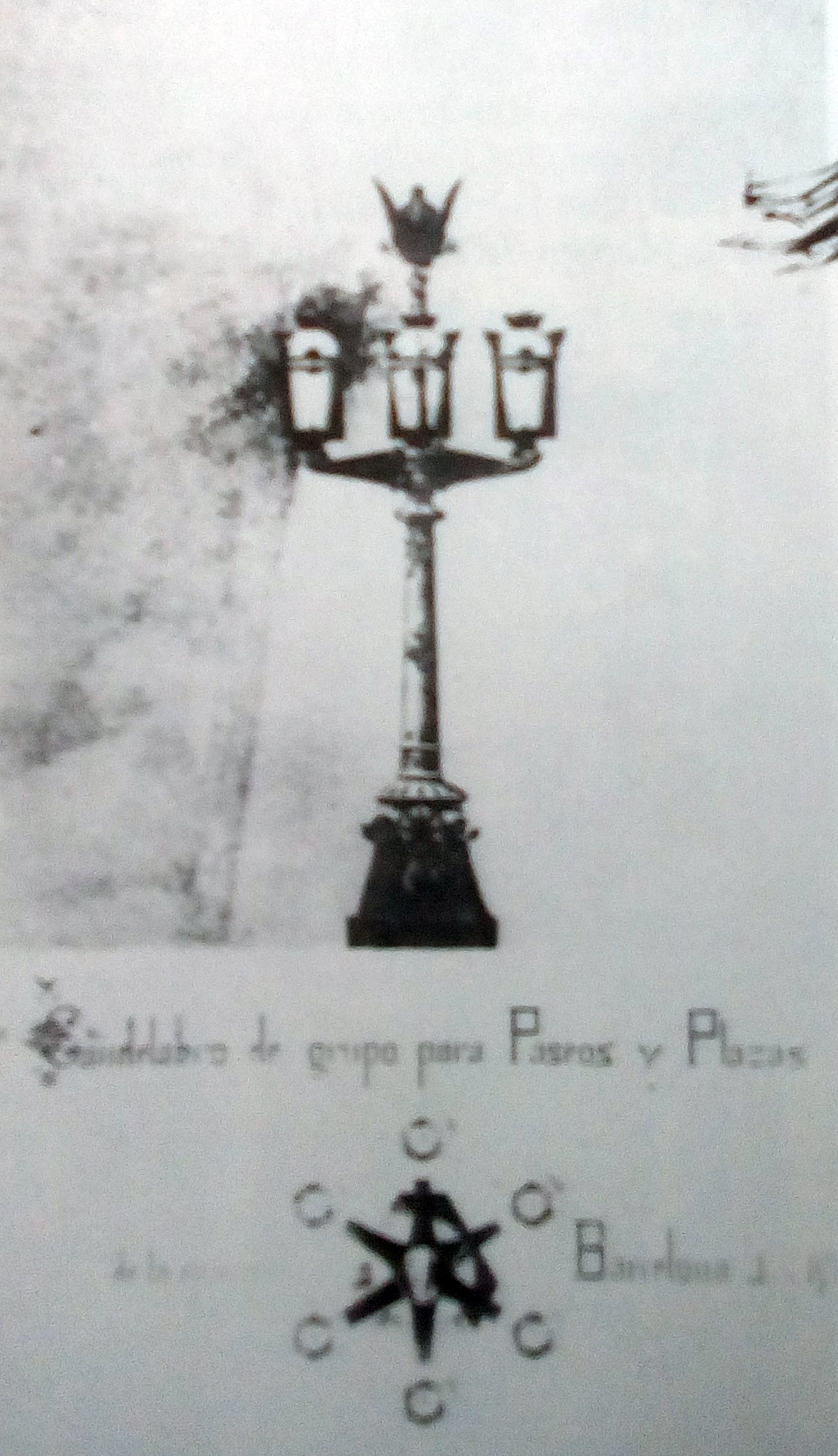
Acuarela con planta y alzado del candelabro proyectado para las vías públicas de Barcelona, obra de Antoni Gaudí (actualmente perdida)

Antoni Gaudí (Reus o Riudoms, 1852-Barcelona, 1926) cursó arquitectura en la Escuela de la Lonja y en la Escuela Técnica Superior de Arquitectura de Barcelona, donde se graduó en 1878. Para pagarse la carrera, Gaudí trabajó como delineante para diversos arquitectos y constructores, como Leandre Serrallach, Joan Martorell, Emilio Sala Cortés, Francisco de Paula del Villar y Lozano y Josep Fontserè. Una vez obtenido el título de arquitecto en 1878, sus primeros trabajos fueron unas farolas para la plaza Real, el proyecto de Quioscos Girossi, la vitrina para la Guantería Esteban Comella y el mobiliario para la capilla-panteón del palacio de Sobrellano en Comillas, todos del mismo año de su graduación, así como la Cooperativa Obrera Mataronense (1878-1882), que fue su primer encargo importante, aunque no se llegó a materializar en su conjunto, ya que solo se construyó una nave.
La plaza Real, así llamada en honor a los Reyes Católicos, se comenzó a construir en 1850 en el solar dejado por un antiguo convento de capuchinos, con un proyecto de urbanización de Francisco Daniel Molina. En el centro se decidió poner un monumento dedicado a Fernando el Católico, encargado al escultor valenciano Josep Piquer. Pero en 1856, en una visita de la reina Isabel II, como todavía no estaba fundida la estatua en bronce se decidió instalar un primer modelo que tenía hecho el escultor en yeso, que no fue del agrado de los ciudadanos, que poco después lo rompieron a pedradas. En 1876 se planteó la colocación de otro monumento en la plaza y, por iniciativa del arquitecto Antoni Rovira i Trias, se decidió la instalación de una fuente, llamada de las Tres Gracias, copiada de un modelo francés elaborado diez años antes por Antoine Durenne. La fuente está compuesta por un estanque circular en cuyo centro se alza una taza con seis mascarones que arrojan agua, sobre la que se ubican las estatuas de las Cárites, rematadas por otra taza superior.
Con la instalación de la fuente de las Tres Gracias se procedió al arreglo del espacio central de la plaza, que incluyó la instalación de las farolas, ubicadas a cada lado de la fuente en sentido transversal al rectángulo de la plaza. El encargo fue ofrecido en primer lugar a Jaume Serra i Gibert, pintor, grabador y orfebre, que falleció al poco tiempo, por lo que fue ofrecido a Gaudí gracias a la mediación de su maestro y mentor, el arquitecto Joan Martorell. Gracias a su recomendación, el alcalde de Barcelona, Albert Faura, otorgó la obra al «joven y aprovechado arquitecto» Gaudí, según una misiva del 27 de febrero de 1878. El encargo se oficializó el 15 de marzo de 1878, cuando, de hecho, aún no tenía el título de arquitecto, que le fue librado el 15 de mayo. Gaudí planteó la posibilidad de que fuesen cuatro farolas y no dos, dispuestas en un cuadrado alrededor de la fuente, pero la idea fue desestimada. El arquitecto concibió igualmente la idea de emplazar este tipo de farolas ante edificios emblemáticos de la ciudad como el Ayuntamiento, la Lonja, la Aduana y la Catedral, así como en espacios transitados como el Portal del Ángel o las plazas de Urquinaona, del Pino o de San José Oriol, aunque el proyecto tampoco se llevó a cabo.
Para el proyecto, el arquitecto reusense elaboró una extensa memoria titulada Candelabro. Apuntes descriptivos del proyecto de candelabros de grupo para plazas y paseos de la ciudad de Barcelona, presentada en junio de 1878. La acompañaba de una acuarela a escala 1:10 con la planta y el alzado, actualmente perdida. De estilo ampuloso y con ciertos errores de ortografía, comienza refiriéndose a proyectos ornamentales de toda la historia, desde Atenas y Roma hasta San Marcos de Venecia y San Pedro del Vaticano. También explica la simbología del proyecto, relacionando el Comercio con la ciudad de Barcelona, que menciona como fundada por los griegos y a la que depara un gran futuro «a causa de la apertura de la comunicación entre el Mediterráneo con el mar de la India» (canal de Suez, inaugurado nueve años antes).
El proyecto fue aprobado el 17 de julio, con la orden de efectuar una primera farola de prueba, para lo que se aprobó un presupuesto de 3605 pesetas. El 25 de octubre, el Ayuntamiento apremió a Gaudí para su realización, pues necesitaba una farola para la plaza de San Sebastián (actualmente de Idrissa Diallo), en sustitución de otra que estaba en mal estado. El 14 de enero de 1879, Gaudí presentó los planos de las farolas ubicadas en la plaza Real, con las opciones de dos o cuatro farolas; el 31 de enero fue aprobada la primera opción. Las farolas fueron inauguradas el 24 de septiembre de 1879, en las fiestas de la Merced.

## Descripción

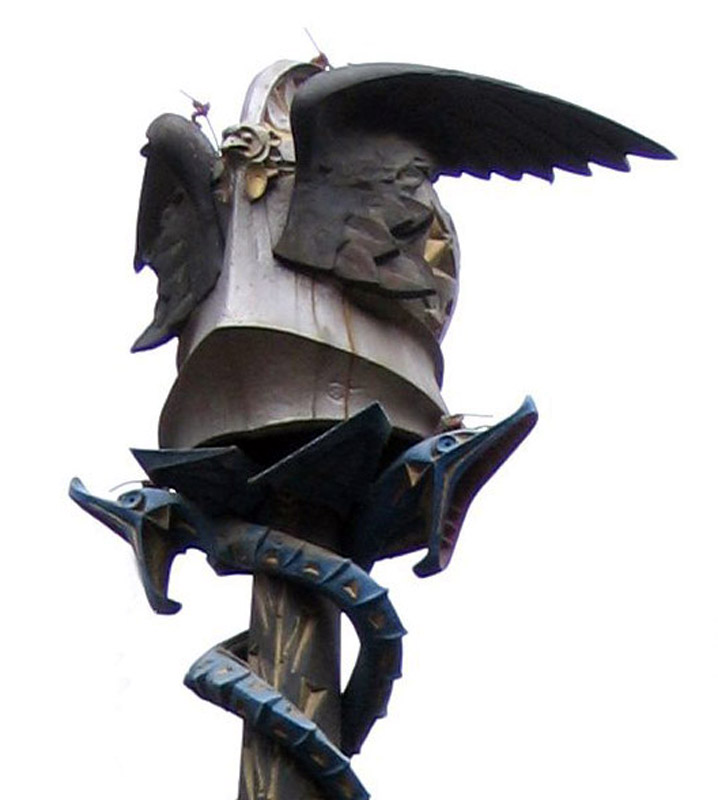
Detalle del remate

Se trata de dos farolas de luz de gas, elaboradas en hierro colado con base de mármol de Santa Cruz. Presentan seis brazos de hierro con piezas de bronce en las articulaciones de los brazos, dispuestos en dos niveles de tres brazos. Las lámparas eran de cristal con un remate de ópalo blanco, pero con el tiempo se fueron deteriorando y fueron sustituidas por semiesferas de plancha metálica. Tienen una decoración con el escudo de Barcelona —incidido en el metal y pintado— y un remate con dos culebras enroscadas y un casco alado, que representan el caduceo de Mercurio. Esta figura de la mitología griega era el heraldo de los dioses y, al tiempo, dios del Comercio, actividad muy valorada en la industriosa Ciudad Condal. El caduceo presentaba una policromía original en tonos dorados y rojos, así como azul y dorado en las escamas de las serpientes, con unas lenguas rojas actualmente desaparecidas.
El estilo de las farolas es ecléctico, pues conjuga una imagen mecanicista proveniente de la nueva industria del hierro que cobró auge en el siglo XIX con la Revolución Industrial con una policromía y unos detalles ornamentales más propios de las artes decorativas que en aquella época estaban cobrando relevancia gracias al movimiento Arts & Crafts.
En la elaboración de las farolas intervinieron el ebanista Eudald Puntí —en cuyo taller se confeccionó la maqueta—, el marmolista Manuel Pons, el vidriero Eudald Ramon Amigó, la Fundición Valls Hermanos, el lampista Lluís Cerdà, el dorador Vilaplana, el pintor Joan Perera Santacana y el modelista Llorenç Matamala.
Las farolas fueron restauradas en 1967.

## Otros proyectos de farolas de Gaudí
Además de las farolas de la plaza Real, Gaudí diseñó otro modelo para el Pla de Palau del que subsisten dos ejemplares situados junto a la Antigua Aduana de Barcelona, mientras que otros dos que había junto a la Facultad de Náutica han desaparecido. Realizadas en 1889, están elaboradas en hierro forjado y son una versión simplificada de las de la plaza Real, con solo tres brazos y un remate en forma de corona invertida con dos cabezas de serpiente.
En 1880 hizo un proyecto de iluminación eléctrica para la Muralla de Mar de Barcelona, que finalmente no fue llevado a cabo. Habría consistido en ocho grandes farolas de hierro, profusamente decoradas con motivos vegetales, frisos, escudos y nombres de batallas y de almirantes catalanes.
En mayo de 1910 Gaudí pasó una breve estancia de reposo en Vich, donde recibió el encargo de diseñar unas farolas para la Plaza Mayor de la ciudad, en conmemoración del primer centenario del nacimiento de Jaume Balmes. Eran unas farolas en forma de obelisco, con base y fuste de piedra basáltica de Castellfollit de la Roca y brazos de hierro forjado, rematadas por una cruz de cuatro brazos. La decoración era de motivos vegetales e incluía las fechas de nacimiento y defunción de Balmes. Las farolas fueron derribadas en 1924, pues presentaban mal estado de conservación.

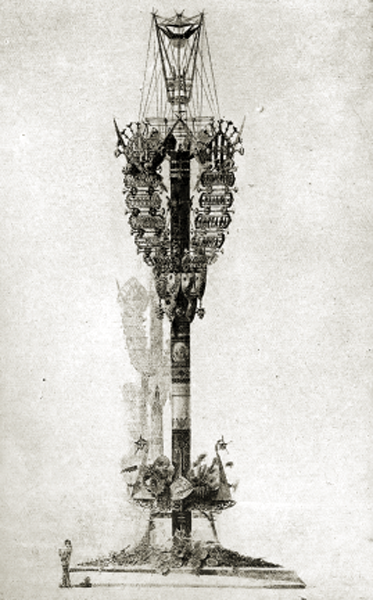
Proyecto de farola para la Muralla de Mar (1880)
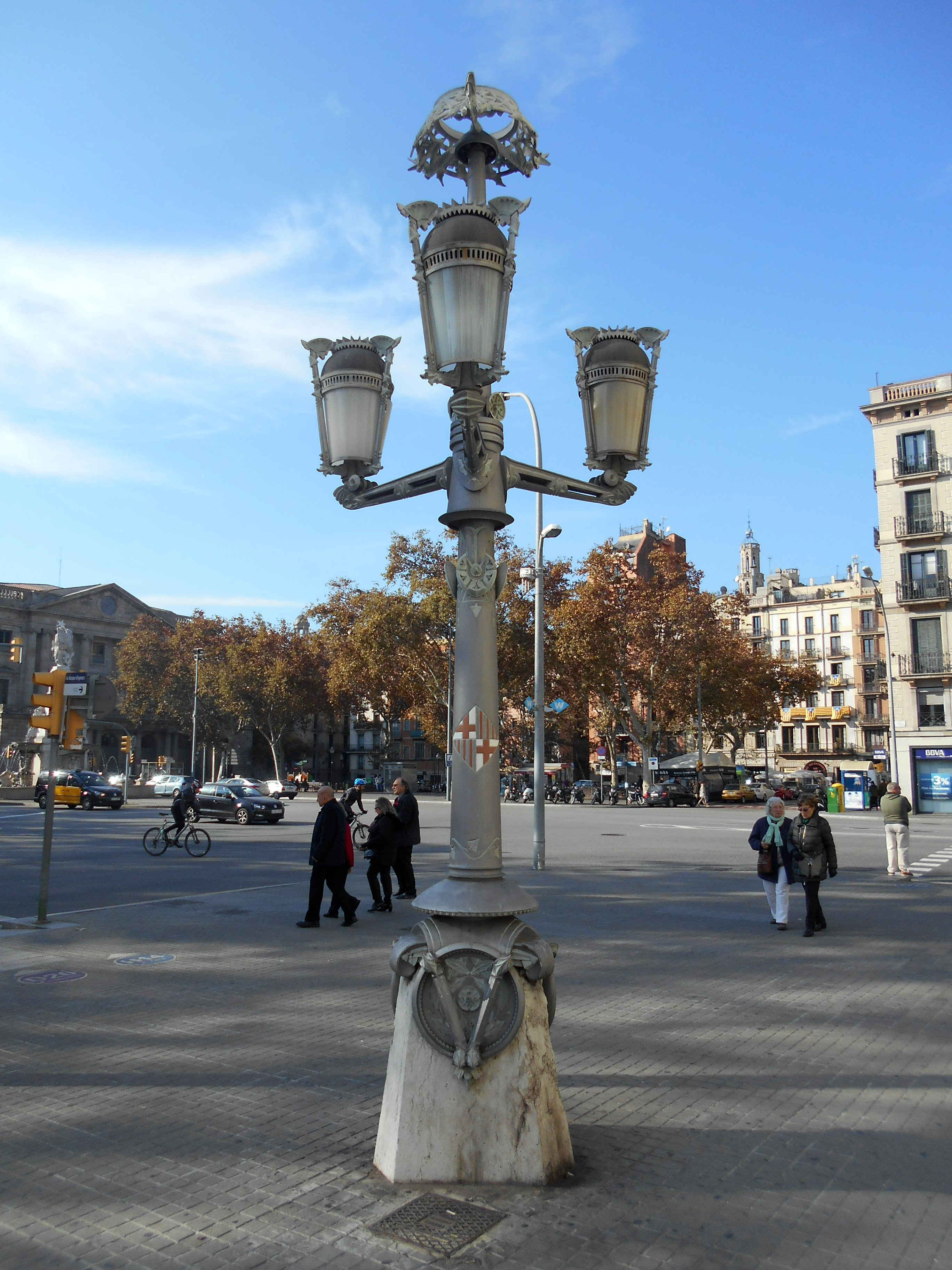
Farolas del Pla de Palau (1889)
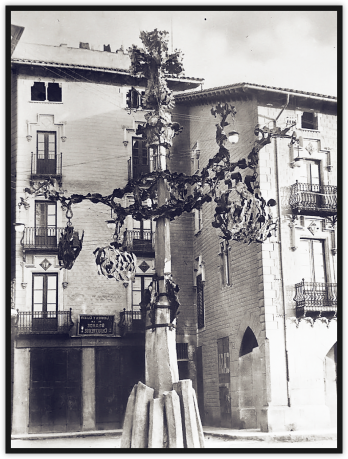
Farolas de Vic (1910)